# Mouilleron-le-Captif
 Mouilleron-le-Captif  es una población y comuna francesa, en la región de Países del Loira, departamento de Vendée, en el distrito de La Roche-sur-Yon y cantón de La Roche-sur-Yon-Nord.

## Demografía
| 1014 | 1124 | 1894 | 2927 | 3238 | 3493 | 3967 |
| Para los censos de 1962 a 1999 la población legal corresponde a la población sin duplicidades (Fuente: INSEE [Consultar]) |      |      |      |      |      |      |